# Bande des Quatre
Pour les articles homonymes, voir Bande des quatre (homonymie).
La bande des Quatre (chinois simplifié : 四人帮 ; chinois traditionnel : 四人幫 ; pinyin : Sì rén bāng) est le nom d'un groupe de quatre dirigeants chinois —  Jiang Qing, Zhang Chunqiao, Yao Wenyuan et Wang Hongwen — qui sont arrêtés et démis de leurs fonctions en 1976, peu de temps après la mort de Mao Zedong. Ils sont alors accusés d'être les instigateurs de la révolution culturelle, qui a fait de nombreuses victimes et a plongé la Chine dans le chaos de 1966 à 1976.
La défaite politique de ce groupe et sa mise à l'écart brutale du pouvoir marque la fin définitive de la révolution culturelle et l'échec des maoïstes qui l'ont soutenue au sein du Parti communiste chinois dans la lutte pour la succession du Grand Timonier.

## Membres
La femme de Mao, Jiang Qing, appartient à ce groupe avec trois de ses proches, Zhang Chunqiao (membre du comité permanent du Bureau politique), Yao Wenyuan (membre du Comité central) et Wang Hongwen (vice-président du Parti). Deux autres personnalités du Parti, Kang Sheng et Xie Fuzhi, morts avant 1976, sont également accusés d'avoir participé à l'activité de cette « bande ».

## Implication de Mao Zedong
Le sinologue Simon Leys évoque la « bande des Cinq », car il considérait que Mao Zedong appartenait à cette faction.
La sinologue Marie-Claire Bergère indique que cette faction radicale tient son pouvoir de la « faveur personnelle de Mao Zedong vieillissant ». Mao Yushi, auteur de rapports très critiques envers Mao Zedong, écrit  « Le chef de la bande des Quatre, le meneur de ce désastre national était bel et bien au donjon de Tian'anmen ».

## Objectifs et arrestation
Alors qu'il avait lui-même lancé la révolution culturelle, Mao doit brutalement la réprimer dès 1969 pour en reprendre le contrôle.
Lors du 10e Bureau politique du Parti communiste chinois en 1973, la « bande des Quatre » est promue à des postes principaux au sein du Parti. Ses membres interviennent « contre le rétablissement du capitalisme sous toutes ses formes ». Pour critiquer l'action de Zhou Enlai et de Deng Xiaoping, la bande des Quatre utilise même le roman Au bord de l'eau datant du XVIe siècle, mettant en scène les aventures de bandits d'honneur aux prises avec les mandarins locaux.
À partir de l'arrestation de la bande des Quatre, la propagande aux mains des nouveaux maîtres de la Chine proclame que Mao Zedong n'approuvait plus leur action quelque temps avant sa mort. La « bande » aurait alors essayé de prendre le pouvoir.
Des années après les événements, il est difficile de savoir précisément ce qui s'est passé juste après la mort de Mao. Lin Biao a également été accusé en 1971 d'avoir voulu s'emparer du pouvoir, sans que l'on sache aujourd'hui s'il s'est agi d'un prétexte pour l'éliminer ou si une tentative a bien eu lieu. Certes, l'influence des radicaux avant la mort de Mao a grandement décliné, car en janvier 1976, à la mort de Zhou Enlai, Premier ministre de la république populaire de Chine, c'est Hua Guofeng, un quasi-inconnu, qui lui succède. Il est aussi certain que Jiang Qing, la femme de Mao et chef de file des radicaux, a tout fait pour s'emparer du pouvoir qu'elle considère alors comme devant lui revenir. Leur tentative fait long feu face au front commun des maoïstes modérés (auxquels appartient le Premier ministre Hua Guofeng) et des pragmatiques (emmenés par Deng Xiaoping) qui sont prêts à tout pour éviter un retour aux excès de la décennie précédente, lesquels excès ont mené la Chine au bord du gouffre.
Mao mort le 9 septembre 1976, la « bande » est arrêtée dès le 6 octobre. D'autres partisans des Quatre comme Chi Qun et Xie Jingyi sont arrêtés peu après. Dans les grandes villes, la défaite des partisans de la « bande des Quatre » est rapide et les rétorsions peu nécessaires. Ainsi, à Shanghai, « 1 500 personnes auraient été appréhendées » ce qui est relativement faible pour cette métropole, base du pouvoir maoïste. De même, des arrestations s'opèrent dans les universités de Pékin. L'armée doit exceptionnellement intervenir dans le Jiangxi et la région de Baoding dans le Hebei.

## Soutien
En France, en novembre 1976, quelques intellectuels dont Maria Antonietta Macciocchi, Philippe Sollers et Pierre Halbwachs signent un texte, publié dans le journal Le Monde, critiquant la nouvelle ligne chinoise menée par Deng Xiaoping et soutenant Jiang Qing, arrêtée dans la nuit du 6 au 7 octobre, leader de la bande des Quatre.

## Le procès de Pékin
Huang Huoqing occupe le poste de procureur général de la République populaire lors du procès. Les membres de la bande des Quatre sont exclus à vie du Parti en juillet 1977. Ils sont jugés en novembre 1980, avec six autres personnes : cinq hauts officiers proches de Lin Biao, dont Li Zuopeng, Wu Faxian, Qiu Huizuo et Huang Yongsheng, qui l'ont aidé dans sa montée au pouvoir en 1971, et Chen Boda, secrétaire de Mao et promoteur de la révolution culturelle.
Les accusés comparaissent devant 35 juges et 880 représentants du Peuple, tous des cadres du Parti communiste. Le procès est diffusé à la télévision. L'acte d'accusation précise qu'ils sont accusés d'être directement responsables de la persécution de « 729 511 personnes » et de la mort de 34 800 d'entre elles pendant la révolution culturelle ; de « conspiration pour renverser la dictature du prolétariat » et de conspiration contre Mao Zedong. Zhang Chunqiao garde le silence durant tout le procès, alors que Jiang Qing, ayant refusé tout avocat, fait montre de toute sa colère. Tous deux sont condamnés à mort avec un sursis de deux ans leur permettant de se repentir. Les autres sont condamnés à des peines de prison. L'acquittement est impossible, car il contesterait toutes les preuves amassées pendant quatre ans. Selon l'article 35 du Code pénal chinois, le témoignage des accusés n'est pas obligatoire si des preuves sont suffisamment convaincantes.
Sur ordre du Parti communiste, l'avocat Zhang Sizhi assure la coordination de la défense de la bande des Quatre et des généraux de Lin Biao. La position de Zhang Sizhi est délicate. D'une part, il a souffert lui-même de la révolution culturelle et abhorre ses instigateurs, d'autre part, le verdict du procès est connu d'avance, car le parti ne peut les innocenter et que la foule les hait. Cependant, il accepte par devoir et surtout par conscience professionnelle. Il positionne le rôle de l'avocat comme un expert judiciaire au service de la société, et non au service de son client. Lui et son équipe échappent ainsi à une confrontation avec le parti communiste ainsi qu'à la dégradation à vie de leur réputation par amalgame avec les accusés. Cette stratégie apolitique est toujours celle en vigueur en Chine aujourd'hui, à la différence de la tradition occidentale,.
Les accusés servent de boucs émissaires au régime entier. Pendant le procès sont mises en avant les « erreurs » de quelques dirigeants, ce qui permet de dénoncer la ligne politique des partisans de la révolution culturelle, puis d'effectuer un recentrage politique, et ce, sans remettre en question l'héritage essentiel de Mao Zedong, ni la légitimité historique du Parti communiste chinois,. L'ancienne Garde rouge Nie Yuanzi considère que le Parti communiste chinois est responsable de la révolution culturelle. En effet, en 1966, aucun membre du comité central ne s'y est opposé et la « responsabilité de ce désastre » ne relèverait ainsi pas de la seule bande des Quatre, contrairement aux allégations du Parti en 1980.

## Épilogue
Après le procès, les condamnés sont placés dans la prison de Qincheng, prison spécifique qui accueille notamment les membres déchus du Parti communiste dans des conditions privilégiées.
La femme de Mao Zedong se suicide par pendaison dans sa cellule en 1991. Wang Hongwen meurt de maladie en prison en 1992, Zhang Chunqiao en avril 2005 des suites d'un cancer. Enfin, Yao Wenyuan meurt le 23 décembre 2005 des complications d'un diabète. Chen Boda, condamné à 18 ans de prison, est libéré pour raison de santé et meurt en 1989.

## Documentaire
- Chinois, encore un effort pour être révolutionnaires !, un film de René Viénet sorti en 1977.